# The Pinker Tones
The Pinker Tones és un grup musical de Barcelona, creat el 2001, reconegut internacionalment, tant a alguns països d'Europa, com als Estats Units o el Japó. Inicialment un duo format per Mister Furia i Professor Manso, posteriorment es va convertir en trio amb la inclusió de DJ Niño.

## Discografia
- 2004 - The Bcn Connection
- 2005 - The Million Colour Revolution. Pinkerland Records/Outstanding Records
- 2007 - More Colours. Nettwerk (disc de remescles)
- 2008 - Wild Animals. Pinkerland Records/Outstanding Records
- 2010 - Modular. Pinkerland Records/Outstanding Records[1]
- 2012 - Life in Stereo, presentat a l'antiga fàbrica d'Estrella Damm per scannerFM i Visto lo visto TV[3]